# دور التصاق الخلايا في التطور العصبي

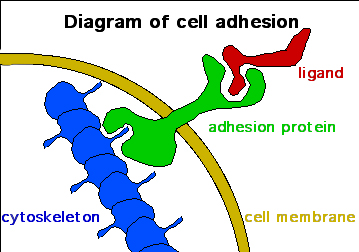

يمكن تعريف التصاقات الخلايا على أنها البروتينات أو تكدسات البروتين المكونة للروابط الكيميائية والميكانيكية بين المسافات داخل الخلوية وخارج الخلوية. يخدم الالتصاق العديد من العمليات الضرورية بما في ذلك هجرة الخلايا، وتبادل الإشارات وتطور الأنسجة وإصلاحها. نظرًا إلى هذه الوظائف، كانت الالتصاقات وجزيئات الالتصاق موضوع دراسة داخل المجتمع العلمي. على وجه التحديد، ثبتت مشاركة الالتصاقات في تطور الأنسجة، واللدونة وتشكيل الذاكرة داخل الجهاز العصبي المركزي (سي إن إس)، وقد ثبتت أهميتها في توليد علاجيات معينة للجهاز العصبي المركزي.

## دور الالتصاقات في هجرة الخلايا
خلال التطور المبكر، تلعب هجرة الخلايا دورًا بالغ الأهمية في تنظيم الأنسجة العصبية. على الرغم من بقاء الأمر قيد الدراسة إلى حد كبير، تُعتبر الشبكات العصبونية عالية الترتيب من المكونات الحيوية لتواصل الجهاز العصبي مع الجسم. تتمثل إحدى آليات هجرة الخلايا الرئيسية في انتقال القوة الداخلية إلى البيئة الخارجية. قد يحدث انتقال القوة عبر مختلف الآليات، إلا أنه من المعروف دور معقدات الالتصاق بين مصفوفة خلية-خلية وخلية-خارج خلية (إي سي إم) كآليات رئيسية لهذا النشاط. تُصنف هجرة الخلايا بشكل عام في أربع عمليات خلوية:
1. تبارز الحافة الأمامية
2. تشكيل الالتصاق
3. انتقال جسم الخلية
4. فصل التصاق الحافة الخلفي

يسمح تنسيق هذه العمليات بالهجرة الفعالة للخلايا عبر بيئتها.

### الهجرة المعتمدة على الكادهيرين
توفر الهجرة المعتمدة على خلية السقالة، التي يحدث فيها تنظيم محكم لجزيئات الكادهيرين (إن-كادهيرين) العصبونية سريعة الالتصاق، إحدى الطرق الحركية في تطور الأنسجة العصبية. خلال هجرة الخلايا، يربط إن-كادهيرين العصبونات مع الألياف الدبقية، ويسمح بانتقال القوة المتولدة بواسطة مضخة شبكة الأكتين داخل الخلوية إلى الألياف الدبقية. تتجمع القوة المنتقلة عبر سطوح ألياف الخلايا الدبقية مع العديد من تفاعلات الإن-كادهيرين/الألياف-الدبقية الفردية، ما يسمح بالوصول إلى مستويات قوى الجر اللازمة من أجل الهجرة. ثبت ايضًا استيعاب جزيئات الكادهيرين سريعة الالتصاق داخليًا، إذ تُعاد معالجتها عبر عصبون الهجرة. يُعتقد أن آلية إعادة معالجة الكادهيرين هامة في مسار الهجرة العصبية المعتمدة على الالتصاق. تُعتبر الهجرة المعتمدة على الكادهيرين ضرورية من أجل تنظيم الأنسجة في الجهاز العصبي المركزي، وخاصة في تشكيل الطبقة القشرية.
الهجرة المعتمدة على الإنتغرين
يمكن وصف هجرة الخلايا المعتمدة على الإنتغرين بأنها لويحات البروتين المشكلة للرابط الميكانيكي بين البيئتين داخل الخلوية وخارج الخلوية. يُعد الإنتغرين، الذي يمثل أحد المكونات الرئيسية في هذا التصنيف لهجرة الخلايا، بروتين ثنائي عبر الغشاء، إذ يربط مكونات «إي سي إم» على مجالاته الخارجية ومكونات أكتين هيكل الخلية على مجالاته داخل الخلوية. تربط هذه الالتصاقات القوى بين المساحات داخل الخلوية وخارج الخلوية عبر كل من آليات تدفق الأكتين الارتجاعية (التي تمثل المقبض الجزيئي) وآلية تقلص بروتين الأكتين-ميوسين. من المرجح مشاركة هذه الالتصاقات في التحسس الميكانيكي، أي أنها تستجيب فيزيائيًا وكيميائيًا عند تعريضها إلى مختلف البيئات الفيزيائية.